# Teoria da contraparte
Na filosofia, especificamente na área de metafísica, a teoria da contraparte é uma alternativa à semântica padrão (kripkeana) de mundos possíveis para interpretar a lógica modal quantificada. A teoria da contraparte ainda pressupõe mundos possíveis, mas difere em certos aspectos importantes da visão kripkeana. A formulação mais comumente citada dessa teoria foi desenvolvida por David Lewis, inicialmente em um artigo e posteriormente em seu livro book On the Plurality of Worlds.

## Diferenças da visão Kripkeana
A teoria da contraparte (doravante "CT"), conforme formulada por Lewis, requer que os indivíduos existam apenas em um mundo. A explicação padrão dos mundos possíveis pressupõe que uma afirmação modal sobre um indivíduo (por exemplo, "é possível que x seja y") significa que existe um mundo possível, W, onde o indivíduo x tem a propriedade y; neste caso, há apenas um indivíduo, x, em questão. Ao contrário, a teoria da contraparte supõe que esta afirmação está realmente dizendo que existe um mundo possível, W, onde existe um indivíduo que não é x em si mesmo, mas sim um indivíduo distinto 'x' diferente, mas ainda assim similar a x. Portanto, quando afirmo que poderia ter sido um banqueiro (em vez de um filósofo) de acordo com a teoria da contraparte, estou dizendo não que existo em outro mundo possível onde sou um banqueiro, mas sim que meu homólogo existe. No entanto, esta afirmação sobre meu homólogo ainda é considerada para fundamentar a verdade da afirmação de que eu poderia ter sido um banqueiro. A exigência de que qualquer indivíduo exista apenas em um mundo visa evitar o que Lewis denominou o "problema dos intrínsecos acidentais", que (ele sustentava) exigiria que um único indivíduo tivesse e simultaneamente não tivesse propriedades específicas.
A formalização da teoria da contraparte do discurso modal também difere da formulação padrão ao evitar o uso de operadores modais (Necessariamente, Possivelmente) em favor de quantificadores que abrangem mundos e 'contrapartes' dos indivíduos nesses mundos. Lewis propôs um conjunto de predicados primitivos e vários axiomas que regem CT e um esquema para traduzir afirmações modais padrão na linguagem da lógica modal quantificada em sua CT.
Além de interpretar afirmações modais sobre objetos e mundos possíveis, a CT também pode ser aplicada à identidade de um único objeto em diferentes pontos no tempo. A visão de que um objeto pode manter sua identidade ao longo do tempo é frequentemente chamada de endurantismo, e ela afirma que os objetos estão 'totalmente presentes' em momentos diferentes (veja a relação de contrapartida, abaixo). Uma visão oposta é que qualquer objeto no tempo é composto de partes temporais ou está perdurando.
A visão de Lewis sobre os mundos possíveis é às vezes chamada de realismo modal.

### Fundamentos
As possibilidades que a CT pretende descrever são "maneiras como um mundo pode ser" (Lewis 1986:86) ou, mais precisamente:
(1) absolutamente todas as maneiras que um mundo poderia possivelmente ser são maneiras que algum mundo é, e
(2) absolutamente todas as maneiras que uma parte de um mundo poderia possivelmente ser são maneiras que alguma parte de algum mundo é. (Lewis 1986:86.)
Adicione também o seguinte "princípio de recombinância", que Lewis descreve da seguinte forma: "reunir partes de diferentes mundos possíveis produz outro mundo possível [...]. Qualquer coisa pode coexistir com qualquer outra coisa, [...] desde que ocupem posições espaciotemporais distintas." (Lewis 1986:87-88). Mas essas possibilidades devem ser restritas pela TC.

## A relação de contrapartida
A relação de contrapartida (doravante C-relação) difere da noção de identidade. A identidade é uma relação reflexiva, simétrica e transitiva. A relação de contrapartida é apenas uma relação de similaridade; não precisa ser transitiva ou simétrica. A C-relação também é conhecida como genidentidade (Carnap 1967), I-relação (Lewis 1983) e a relação de unidade (Perry 1975).
Se a identidade é compartilhada entre objetos em diferentes mundos possíveis, então o mesmo objeto pode ser considerado existente em diferentes mundos possíveis (um objeto trans-mundo, ou seja, uma série de objetos compartilhando uma única identidade).

### Relação de parte
Uma parte importante da forma como os mundos de Lewis entregam possibilidades é o uso da relação de parte. Isso fornece uma mecânica formal precisa, mereologia. Este é um sistema axiomático que usa lógica formal para descrever a relação entre partes e todo, e entre partes dentro de um todo. Especialmente importante, e mais razoável, de acordo com Lewis, é a forma mais forte que aceita a existência de somas mereológicas ou a tese da composição mereológica irrestrita (Lewis 1986:211-213).

## Uma teoria formal
Como uma teoria formal, a teoria da contraparte pode ser usada para traduzir sentenças em lógica quantificacional modal. Sentenças que parecem estar quantificando sobre indivíduos possíveis devem ser traduzidas para CT. (Primitivos explícitos e axiomas ainda não foram declarados para o uso temporal ou espacial de CT.) Deixe CT ser declarado na lógica quantificacional e conter os seguintes primitivos:
- {\displaystyle Wx} (x é um mundo possível)
- {\displaystyle Ixy} (x está no mundo possível y)
- {\displaystyle Ax} (x é atual)
- {\displaystyle Cxy} (x é uma contraparte de y)
Temos os seguintes axiomas (retirados de Lewis 1968):
- A1. {\displaystyle (Ixy\rightarrow Wy)} (Nada está em qualquer coisa exceto em um mundo)
- A2. {\displaystyle ((Ixy\land Ixz)\rightarrow y=z)} (Nada está em dois mundos)
- A3. {\displaystyle (Cxy\rightarrow \exists z\,Ixz)} (Qualquer coisa que seja uma contraparte está em um mundo)
- A4. {\displaystyle (Cxy\rightarrow \exists z\,Iyz)} (Qualquer coisa que tenha uma contraparte está em um mundo)
- A5. {\displaystyle ((Ixy\land Izy\land Cxz)\rightarrow x=z)} (Nada é uma contraparte de qualquer outra coisa em seu próprio mundo)
- A6. {\displaystyle (Ixy\rightarrow Cxx)} (Qualquer coisa em um mundo é uma contraparte de si mesma)
- A7. {\displaystyle \exists x\,(Wx\land \forall y\,(Iyx\leftrightarrow Ay))} (Algum mundo contém todas e apenas as coisas reais)
- A8. {\displaystyle \exists x\,Ax} (Alguma coisa é real)
É uma suposição incontroversa assumir que os primitivos e os axiomas A1 a A8 formam o sistema de contraparte padrão.

### Comentários sobre os axiomas
- A1 exclui indivíduos que não existem em nenhum mundo. A maneira como um indivíduo está em um mundo é sendo parte desse mundo, então a relação básica é merológica.
- A2 exclui indivíduos que existem em mais de um mundo possível. Mas como David Lewis aceita a existência de somas merológicas arbitrárias, existem indivíduos que existem em vários mundos possíveis, mas eles não são indivíduos possíveis porque nenhum deles tem a propriedade de ser real. E isso porque não é possível que tal todo seja real.
- A3 e A4 tornam as contrapartes limitadas ao mundo, excluindo um indivíduo que tem uma contraparte não limitada ao mundo.
- A5 e A6 restringem o uso da relação de CT para que seja usada dentro de um mundo possível somente quando é representada por uma entidade para si mesma.
- A7 e A8 tornam um mundo possível o único mundo real.

### Princípios não aceitos na CT normal
R1. {\displaystyle (Cxy\rightarrow Cyx)}
(Simetria da relação de contrapartida)
R2. {\displaystyle ((Cxy\land Cyz)\rightarrow Cxz)}
(Transitividade da relação de contrapartida)
R3. {\displaystyle ((Cy_{1}x\land Cy_{2}x\land Iy_{1}w_{1}\land Iy_{2}w_{2}\land y_{1}\neq y_{2})\rightarrow w_{1}\neq w_{2})}
(Nada em qualquer mundo tem mais de uma contrapartida em qualquer outro mundo)
R4. {\displaystyle ((Cyx_{1}\land Cyx_{2}\land Ix_{1}w_{1}\land Ix_{2}w_{2}\land x_{1}\neq x_{2})\rightarrow w_{1}\neq w_{2})}
(Nenhuma duas coisas em qualquer mundo têm uma contrapartida comum em qualquer outro mundo)
R5. {\displaystyle ((Ww_{1}\land Ww_{2}\land Ixw_{1})\rightarrow \exists y\,(Iyw_{2}\land Cxy))}
(Para quaisquer dois mundos, qualquer coisa em um é uma contrapartida de algo no outro)
R6. {\displaystyle ((Ww_{1}\land Ww_{2}\land Ixw_{1})\rightarrow \exists y\,(Iyw_{2}\land Cyx))}
(Para quaisquer dois mundos, qualquer coisa em um tem alguma contrapartida no outro)

## Motivações para a teoria da contraparte
CT pode ser aplicada à relação entre objetos idênticos em diferentes mundos ou em tempos diferentes. Dependendo do assunto, existem diferentes razões para aceitar CT como uma descrição da relação entre diferentes entidades.

### Em mundos possíveis
David Lewis defendeu o realismo modal. Esta é a visão de que um mundo possível é uma região espaciotemporal concreta e máxima. O mundo real é um dos mundos possíveis; ele também é concreto. Como um único objeto concreto exige conectividade espaciotemporal, um objeto concreto possível só pode existir em um único mundo possível. Ainda assim, dizemos coisas verdadeiras como: É possível que Hubert Humphrey tenha ganhado a eleição presidencial dos EUA em 1968. Como isso é verdadeiro? Humphrey tem uma contraparte em outro mundo possível que vence a eleição de 1968 nesse mundo.
Lewis também argumenta contra outras três alternativas que podem ser compatíveis com o possibilismo: indivíduos sobrepostos, indivíduos transmundanos e Hecceidade.
Alguns filósofos, como Peter van Inwagen (1985), não veem problema com a identidade dentro de um mundo . Lewis parece compartilhar dessa atitude. Ele diz:
"... como o Sacro Império Romano, é mal nomeado. [...] Em primeiro lugar, devemos ter em mente que a Trans-World Airlines é uma transportadora intercontinental, mas ainda não interplanetária. Mais importante,  não devemos supor que aqui temos qualquer problema com identidade.
Nunca tivemos. A identidade é completamente simples e sem problemas. Tudo é idêntico a si mesmo; nada jamais é idêntico a qualquer outra coisa exceto a si mesma. Nunca há problema sobre o que torna algo idêntico a si mesmo; nada pode deixar de ser. E nunca há problema sobre o que torna duas coisas idênticas; duas coisas nunca podem ser idênticas.
Há possivelmente um problema sobre como definir identidade para alguém suficientemente carente de recursos conceituais — observamos que não será suficiente ensinar-lhe certas regras de inferência — mas como tais infortunados são raros, mesmo entre filósofos, não precisamos nos preocupar muito se sua condição é incurável.
Nós de fato declaramos muitos problemas genuínos em termos de identidade. Mas nós não precisamos declará-los assim." (Lewis 1986:192-193)

#### Indivíduos sobrepostos
Um indivíduo sobreposto tem uma parte no mundo real e uma parte em outro mundo. Como a identidade não é problemática, obtemos indivíduos sobrepostos tendo mundos sobrepostos. Dois mundos se sobrepõem se compartilham uma parte comum. Mas algumas propriedades de objetos sobrepostos são, para Lewis, problemáticas (Lewis 1986:199-210).
O problema está com as propriedades intrínsecas acidentais de um objeto, como forma e peso, que sobrevêm em suas partes. Humphrey poderia ter a propriedade de ter seis dedos na mão esquerda. Como ele faz isso? Não pode ser verdade que Humphrey tenha tanto a propriedade de ter seis dedos quanto cinco dedos na mão esquerda. O que podemos dizer é que ele tem cinco dedos neste mundo e seis dedos naquele mundo. Mas como esses modificadores devem ser entendidos?
De acordo com McDaniel (2004), se Lewis está correto, o defensor dos indivíduos sobrepostos tem que aceitar contradições genuínas ou defender a visão de que todo objeto tem todas as suas propriedades essencialmente.
Como você pode ser um ano mais velho do que é? Uma maneira é dizer que há um mundo possível onde você existe. Outra maneira é você ter uma contraparte nesse mundo possível, que tem a propriedade de ser um ano mais velha do que você.

#### Indivíduos transmundanos
Pegue Humphrey: se ele é um indivíduo transmundano, ele é a soma mereológica de todos os Humphreys possíveis nos diferentes mundos. Ele é como uma estrada que atravessa diferentes regiões. Existem partes que se sobrepõem, mas também podemos dizer que há uma parte norte que está conectada à parte sul e que a estrada é a soma mereológica dessas partes. O mesmo acontece com Humphrey. Uma parte dele está em um mundo, outra parte em outro mundo.
"É possível algo existir se for possível que o todo exista. Ou seja, se houver um mundo no qual o todo dele exista. Ou seja, se houver um mundo tal que quantificando apenas sobre partes desse mundo, o todo dele exista. Ou seja, se o todo dele estiver entre as partes de algum mundo. Ou seja, se for parte de algum mundo - e portanto não for um indivíduo transmundano. As partes dos mundos são possíveis indivíduos; os indivíduos transmundanos são, portanto, indivíduos impossíveis."

#### Haecceidade
Uma haecceidade ou essência individual é uma propriedade que apenas um único objeto instância. Propriedades comuns, se alguém aceita a existência de universais, podem ser exemplificadas por mais de um objeto ao mesmo tempo. Outra maneira de explicar uma haecceidade é distinguir entre talidade e issoidade, onde issoidade tem um caráter mais demonstrativo.
David Lewis dá a seguinte definição de diferença haecceitística: "dois mundos diferem no que representam de re sobre algum indivíduo, mas não diferem qualitativamente de forma alguma." (Lewis 1986:221).
CT não requer mundos distintos para possibilidades distintas - "um único mundo pode fornecer muitas possibilidades, já que muitos indivíduos possíveis o habitam" (Lewis 1986:230). CT pode satisfazer múltiplas contrapartes em um único mundo possível.

### Partes temporais
O Perdurantismo é a visão de que objetos materiais não estão completamente presentes em nenhum instante único do tempo; em vez disso, algumas partes temporais são ditas estar presentes. Às vezes, especialmente na teoria da relatividade conforme expressa por Minkowski, é o caminho traçado por um objeto através do espaço-tempo. De acordo com Ted Sider, "A teoria das partes temporais é a afirmação de que o tempo é semelhante ao espaço em um aspecto particular, ou seja, com relação às partes." Sider associa o endurantismo com uma relação C entre partes temporais.
Sider defende uma maneira revisada de contar. Em vez de contar objetos individuais, fatias de linha do tempo ou as partes temporais de um objeto são usadas. Sider discute um exemplo de contagem de segmentos de estrada em vez de estradas simplesmente. (Sider 2001:188-192). (Compare com Lewis 1993.) Sider argumenta que, mesmo que soubéssemos que algum objeto material passaria por uma fissão e se dividiria em dois, "nós não diríamos" que existem dois objetos localizados na mesma região de espaço-tempo. (Sider 2001:189)
Como se pode predizer propriedades temporais dessas partes temporais momentâneas? É aqui que entra em jogo a relação C. Sider propôs a frase: "Ted já foi um menino." A condição de verdade desta frase é que "existe algum estágio de pessoa x antes do tempo da enunciação, tal que x é um menino, e x mantém a relação de contraparte temporal com Ted." (Sider 2001:193)

## Teoria da contraparte e a necessidade da identidade
As três palestras de Kripke sobre nomes próprios e identidade, (1980), levantaram questões sobre como devemos interpretar afirmações sobre identidade. Pegue a afirmação de que a Estrela Vespertina é idêntica à Estrela Matutina. Ambas são o planeta Vênus. Isso parece ser uma afirmação de identidade a posteriori. Descobrimos que os nomes designam a mesma coisa. A visão tradicional, desde Kant, tem sido que afirmações ou proposições que são logicamente verdadeiras são a priori. Mas no final dos anos sessenta, Saul Kripke e Ruth Barcan Marcus ofereceram uma prova para a verdade necessária de afirmações de identidade. Aqui está a versão de Kripke (Kripke 1971):
(1) {\displaystyle \forall x\,\Box \,x=x}                [Necessidade da auto-identidade]
(2) {\displaystyle \forall x\,\forall y\,(x=y\rightarrow \forall P\,(Px\rightarrow Py))}                 [Lei de Leibniz]
(3) {\displaystyle \forall x\,\forall y\ (x=y\rightarrow (\Box \,x=x\rightarrow \Box \,x=y))}    [De (1) e (2)]
(4) {\displaystyle \forall x\,\forall y\,(x=y\rightarrow \Box \,x=y)}    [De (3) e o seguinte princípio: {\displaystyle (\varphi \rightarrow (\top \rightarrow \psi ))\Rightarrow (\varphi \rightarrow \psi )}]
Se a prova estiver correta, a distinção entre o a priori/a posteriori e o necessário/contingente se torna menos clara. O mesmo se aplica se as afirmações de identidade forem necessariamente verdadeiras de qualquer maneira. (Para alguns comentários interessantes sobre a prova, veja Lowe 2002.) A afirmação de que, por exemplo, "A água é idêntica ao H2O" é (então) uma afirmação que é necessariamente verdadeira, mas a posteriori. Se a TC for a descrição correta das propriedades modais, ainda podemos manter a intuição de que as afirmações de identidade são contingentes e a priori porque a teoria da contraparte entende o operador modal de maneira diferente do que a lógica modal padrão.
A relação entre a TC e o essencialismo é de interesse. (O essencialismo, a necessidade da identidade e os designadores rígidos formam uma importante tríade de interdependência mútua.) Segundo David Lewis, as afirmações sobre as propriedades essenciais de um objeto podem ser verdadeiras ou falsas dependendo do contexto (no Capítulo 4.5 em 1986, ele argumenta contra a constância, porque uma concepção absoluta de essências é constante sobre o espaço lógico de possibilidades). Ele escreve:
Mas se eu perguntar como as coisas seriam se Saul Kripke não tivesse vindo de nenhum espermatozoide e óvulo, mas tivesse sido trazido por uma cegonha, isso faz igualmente sentido. Eu crio um contexto que torna minha pergunta compreensível, e para fazer isso, tem que ser um contexto que torne as origens não essenciais. (Lewis 1986:252.)

## Teoria da contraparte e designadores rígidos
Kripke interpretou os nomes próprios como designadores rígidos, onde um designador rígido identifica o mesmo objeto em todos os mundos possíveis (Kripke 1980). Para alguém que aceita afirmações de identidade contingentes, ocorre o seguinte problema semântico (semântico porque lidamos com a necessidade de dicto) (Rea 1997:xxxvii).
Considere um cenário mencionado no paradoxo da coincidência. Uma estátua (chamemos de “Estátua”) é feita fundindo duas peças de argila juntas. Essas duas peças são chamadas de “Argila”. Estátua e Argila parecem ser idênticas, elas existem ao mesmo tempo, e poderíamos incinerá-las ao mesmo tempo. O seguinte parece verdadeiro:
(7) Necessariamente, se Estátua existe, então Estátua é idêntica a Estátua.
Mas,
(8) Necessariamente, se Estátua existe, então Estátua é idêntica a Argila
é falso, porque parece possível que Estátua pudesse ter sido feita de duas peças de argila diferentes, e assim sua identidade com Argila não é necessária.
A teoria da contraparte, a qua-identidade e os conceitos individuais podem oferecer soluções para este problema.

### Argumentos para a inconsistência
Ted Sider apresenta aproximadamente o seguinte argumento (Sider 2001:223). Há inconsistência se uma proposição sobre a essência de um objeto é verdadeira em um contexto e falsa em outro. A relação C é uma relação de similaridade. O que é similar em uma dimensão não é similar em outra dimensão. Portanto, a relação C pode ter a mesma diferença e expressar julgamentos inconsistentes sobre essências.
David Lewis oferece outro argumento. O paradoxo da coincidência pode ser resolvido se aceitarmos a inconsistência. Podemos então dizer que é possível que uma bacia e um pedaço de plástico coincidam, em algum contexto. Esse contexto pode então ser descrito usando CT.
Sider destaca que David Lewis sentiu-se obrigado a defender a CT, devido ao realismo modal. Sider usa CT como solução para o paradoxo da coincidência material.

### Teoria dos contrapartes comparada à teoria qua e aos conceitos individuais
Assumimos que a identidade contingente é real. Então, é esclarecedor comparar a CT com outras teorias sobre como lidar com representações de re.
Teoria qua
Kit Fine (1982) e Alan Gibbard (1975) (segundo Rea 1997) são defensores da teoria qua. De acordo com a teoria qua, podemos falar sobre algumas das propriedades modais de um objeto. A teoria é útil se não pensarmos ser possível que Sócrates seja idêntico a um pedaço de pão ou uma pedra. Sócrates qua pessoa é essencialmente uma pessoa.
Conceitos individuais
Segundo Rudolf Carnap, em contextos modais, as variáveis referem-se a conceitos individuais em vez de indivíduos. Um conceito individual é então definido como uma função de indivíduos em diferentes mundos possíveis. Basicamente, os conceitos individuais fornecem objetos semânticos ou funções abstratas em vez de entidades concretas reais, como na CT.

### Teoria da contraparte e possibilidade epistêmica
Kripke aceita a necessidade da identidade, mas concorda com a sensação de que ainda parece possível que Phospherus (a Estrela da Manhã) não seja idêntico a Hesperus (a Estrela da Tarde). Para tudo o que sabemos, poderia ser que eles fossem diferentes. Ele diz:
O que, então, significa a intuição de que a mesa poderia ter se mostrado feita de gelo ou de qualquer outra coisa, que até poderia ter se revelado não ser feita de moléculas? Acredito que isso signifique simplesmente que poderia ter existido uma mesa com a mesma aparência e sensação desta, colocada exatamente nesta posição na sala, que na verdade era feita de gelo. Em outras palavras, eu (ou algum ser consciente) poderia estar qualitativamente na mesma situação epistêmica que de fato ocorre, eu poderia ter a mesma evidência sensorial que de fato tenho, sobre uma mesa que era feita de gelo. A situação é semelhante àquela que inspirou os teóricos da contraparte; quando falo da possibilidade de a mesa se revelar feita de várias coisas, estou falando de forma imprecisa. Esta mesa em si não poderia ter tido uma origem diferente daquela que de fato teve, mas em uma situação qualitativamente idêntica a esta em relação a todas as evidências que eu tinha antecipadamente, a sala poderia ter contido uma mesa feita de gelo em lugar desta. Algo semelhante à teoria da contraparte é assim aplicável à situação, mas se aplica apenas porque não estamos interessados no que poderia não ser verdadeiro sobre uma mesa dadas certas evidências. É precisamente porque não é verdade que esta mesa poderia ter sido feita de gelo do Tâmisa que devemos recorrer aqui a descrições qualitativas e contrapartes. Aplicar essas noções a modalidades de reais, do ponto de vista atual, é perverso. (Kripke 1980:142.)
So para explicar como a ilusão da necessidade é possível, de acordo com Kripke, CT é uma alternativa. Portanto, CT forma uma parte importante da nossa teoria sobre o conhecimento das intuições modais. (Para dúvidas sobre essa estratégia, veja Della Roca, 2002. E para mais sobre o conhecimento de afirmações modais, veja Gendler e Hawthorne, 2002.)

## Argumentos contra a teoria da contraparte
O mais famoso é a objeção Humphrey de Kripke. Como uma contraparte nunca é idêntica a algo em outro mundo possível, Kripke levantou a seguinte objeção contra CT:
Assim, se dizemos "Humphrey poderia ter vencido a eleição" (se apenas tivesse feito tal coisa), não estamos falando sobre algo que poderia ter acontecido com Humphrey mas com outra pessoa, uma "contraparte". Provavelmente, no entanto, Humphrey não se importaria nem um pouco se alguém mais, por mais que se parecesse com ele, tivesse sido vitorioso em outro mundo possível. Assim, a visão de Lewis me parece ainda mais bizarra do que as noções usuais de identificação transmundana que ela substitui. (Kripke 1980:45 nota 13.)
Uma maneira de esclarecer o significado da afirmação de Kripke é através do seguinte diálogo imaginário: (Baseado em Sider MS)
Contra: Kripke quer dizer que Humphrey ele mesmo não tem a propriedade de possivelmente vencer a eleição, porque é apenas a contraparte que vence.
Para: A propriedade de possivelmente vencer a eleição é a propriedade da contraparte.
Contra: Mas elas não podem ser a mesma propriedade porque Humphrey tem atitudes diferentes em relação a elas: ele se importa com ele mesmo tendo a propriedade de possivelmente vencer a eleição. Ele não se importa com a contraparte tendo a propriedade de possivelmente vencer a eleição.
Para: Mas as propriedades não funcionam da mesma maneira que os objetos, nossas atitudes em relação a elas podem ser diferentes, porque temos descrições diferentes - ainda são as mesmas propriedades. Essa lição é ensinada pelo paradoxo da análise.
CT é inadequada se não consegue traduzir todas as sentenças ou intuições modais. Fred Feldman mencionou duas sentenças (Feldman 1971):
(1) Eu poderia ter sido completamente diferente do que sou na realidade.
(2) Eu poderia ter sido mais parecido com o que você é na realidade do que com o que sou na realidade. Ao mesmo tempo, você poderia ter sido mais parecido com o que sou na realidade do que com o que você é na realidade.